# Stankovany
Stankovany (ungarisch Sztankován) ist eine Gemeinde in der nördlichen Mittelslowakei mit 1121 Einwohnern (Stand 31. Dezember 2024), die zum Okres Ružomberok, einem Kreis des Žilinský kraj, gehört und zur traditionellen Landschaft Liptau gezählt wird.

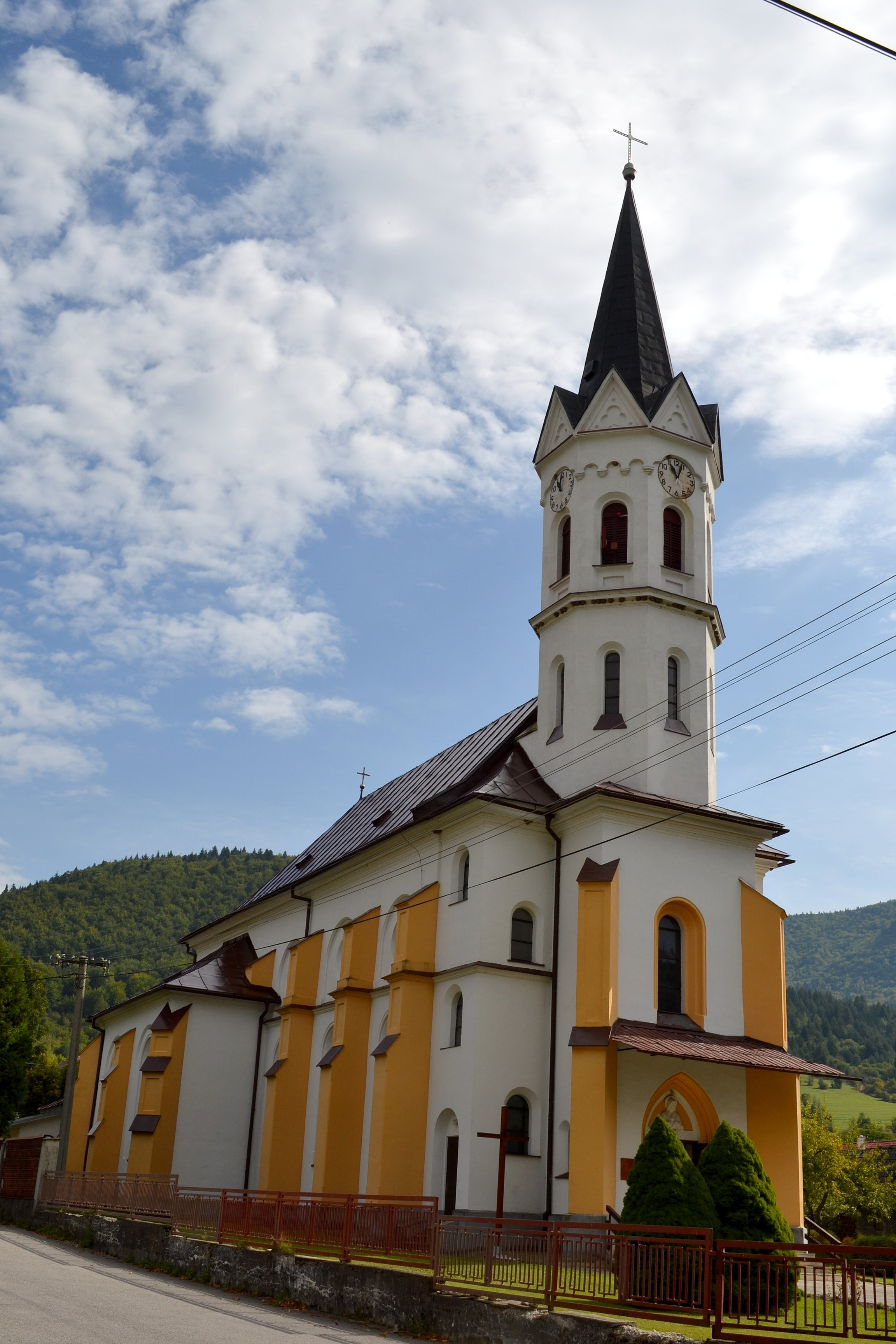

## Geographie

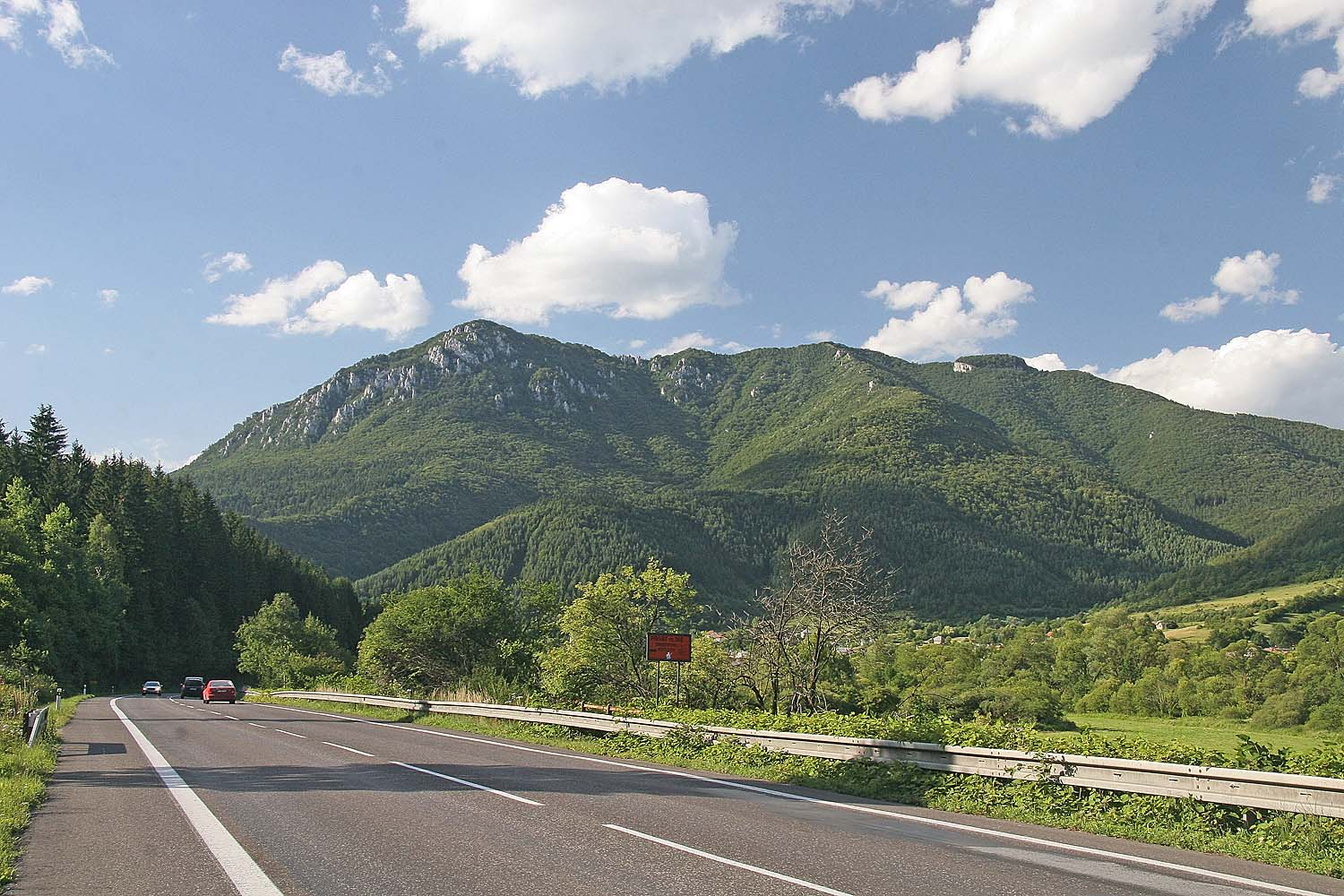
Blick auf den Berg Šíp

Die Gemeinde befindet sich am westlichen Rande der Landschaft Liptau an beiden Ufer der Waag vollständig von den Bergen der Großen Fatra sowie den Chočské vrchy umgeben. Nur 3 km hinter dem Ort nimmt die Waag die rechtsufrige Orava auf. Ein markanter Berg beim Ort ist der nördlich gelegene Šíp (1170 m n.m.). Im Gemeindeteil Rojkov befindet sich ein Torfmoor, und in der unmittelbaren Umgebung sind Mineralquellen verstreut. Das Ortszentrum liegt auf einer Höhe von 438 m n.m. und ist 16 Straßenkilometer von Ružomberok sowie 31 Kilometer von Martin entfernt.

## Geschichte
Die ältesten Beweise einer Siedlung stammen aus der späten Römerzeit. Schriftliche Urkunden sprechen von einer Besiedlung der Umgebung im 14. Jahrhundert, doch erst 1425 wird der Ort zum ersten Mal namentlich erwähnt. Der Name stammt vom Namen Stanko, wie der erste Schultheiß hieß. Die erste Kirche, damals noch aus Holz, wurde im 16. Jahrhundert erbaut. Der Ort lag im Herrschaftsgebiet der Burg Likava und die Einwohner waren in Landwirtschaft, Schafzucht, Flößerei sowie Korbherstellung tätig.
1828 sind 138 Häuser und 756 Einwohner verzeichnet. 1831 kamen bei einer Choleraepidemie 137 Einwohner ums Leben.

## Bevölkerung
| Jahr                | 1994 | 2004    | 2014    | 2024    |
| ------------------- | ---- | ------- | ------- | ------- |
| Anzahl der Personen | 1297 | 1229    | 1196    | 1121    |
| Unterschied         |      | −5,24 % | −2,68 % | −6,27 % |

| Jahr                | 2023 | 2024    |
| ------------------- | ---- | ------- |
| Anzahl der Personen | 1125 | 1121    |
| Unterschied         |      | −0,35 % |

Ergebnisse nach der Volkszählung 2001 (1234 Einwohner):
| Nach Ethnie: - 99,35 % Slowaken - 0,32 % Tschechen | Nach Konfession: - 96,03 % römisch-katholisch - 1,62 % evangelisch - 1,30 % konfessionslos |

## Bauwerke
- römisch-katholische Kirche aus dem späten 19. Jahrhundert